# Clase de competiție în planorism
Planoare de competiție sunt o categorie de planoare care au fost concepute în scopul participării lor la competiții sportive aviatice. Pentru a încuraja dezvoltarea sportului aeronautic în planorism, au fost introduse clasele de competiție.
Aceste categorii sunt definite în capitolul 7 al documentului FAI „Sporting Code Section 3 - Gliding” 
Politica introducerii claselor de concurs este menită printre altele să promoveze echitatea în competiții, să asigure un mediu stabil producătorilor pentru a lua decizii de investiții și să atragă concurenți.
FAI Gliding Commission (IGC) este organismul sportiv care supraveghează sporturile aeriene la nivel internațional, astfel încât, în esență, în toate țările să fie urmate aceleași clase de competiție și definiții de clasă.

## Clase de competiție FAI
În prezent, de FAI sunt recunoscute șapte clase de planoare, care sunt legalizate pentru Campionatele Europene și Mondiale:

### Clasa liberă
- nu există restricții, cu excepția unei limite de greutate de 850 kg greutatea maximă la decolare;
  - planoare monoplas: ASW 22BL, Nimbus 4, EB 29, Quintus
  - planoare biplas: ASH 25, EB 28 édition, Nimbus 4D, Lak 20, ETA.

### Clasa standard
- anvergura maxim de 15 m, greutate la decolare maxim 525 kg, dar fără  clapete sau alte dispozitive de creștere a sustentației;
  - de exemplu:  ASW 28,  LS8,  Discus-2,  ASW 24.

### Clasa 15 metri
- ca și clasa standard, dar sunt permise dispozitive pentru creșterea sustentației;
  - de exemplu: Schleicher ASW 27, Schempp-Hirth Ventus.

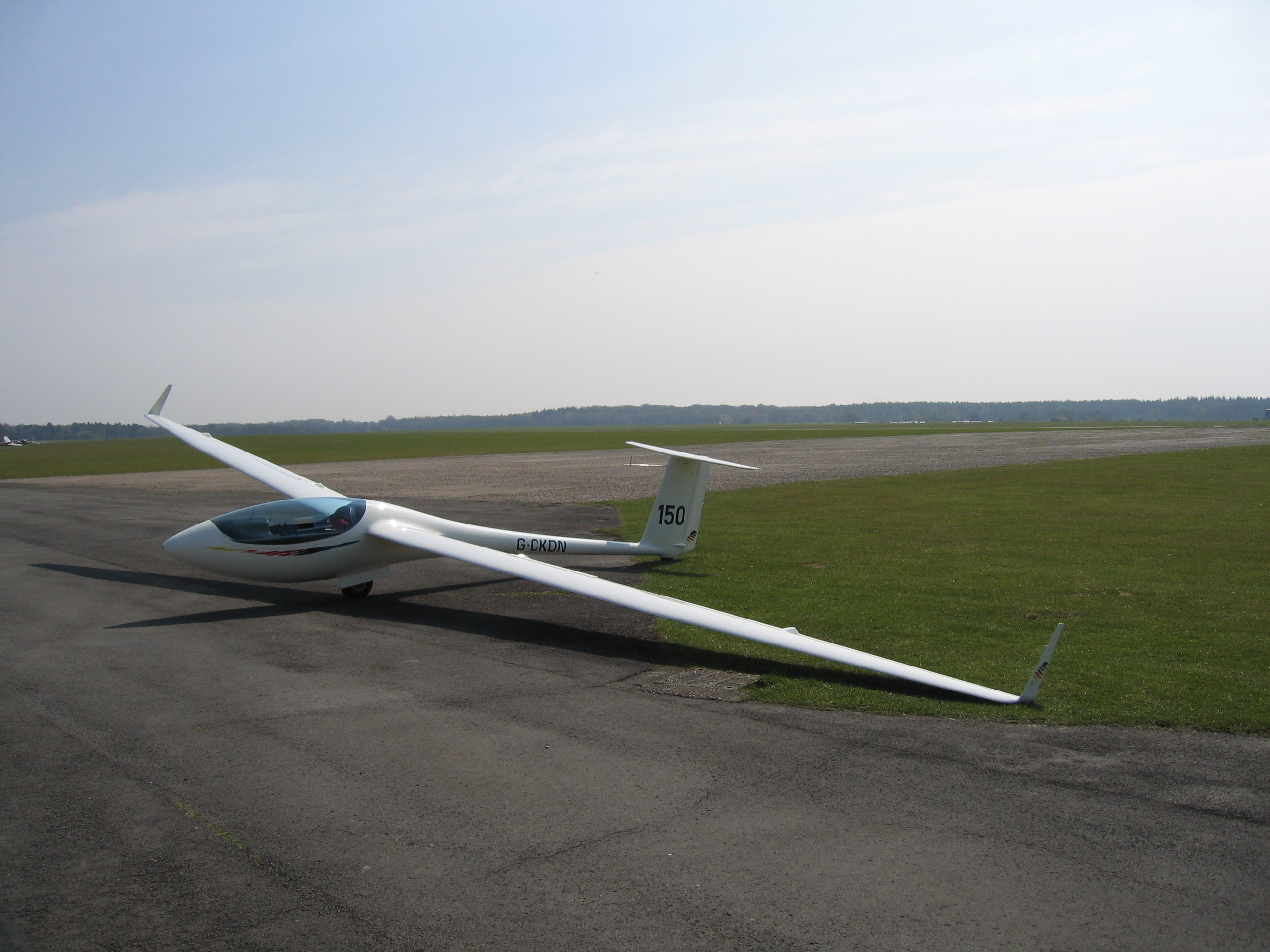
ASW27b
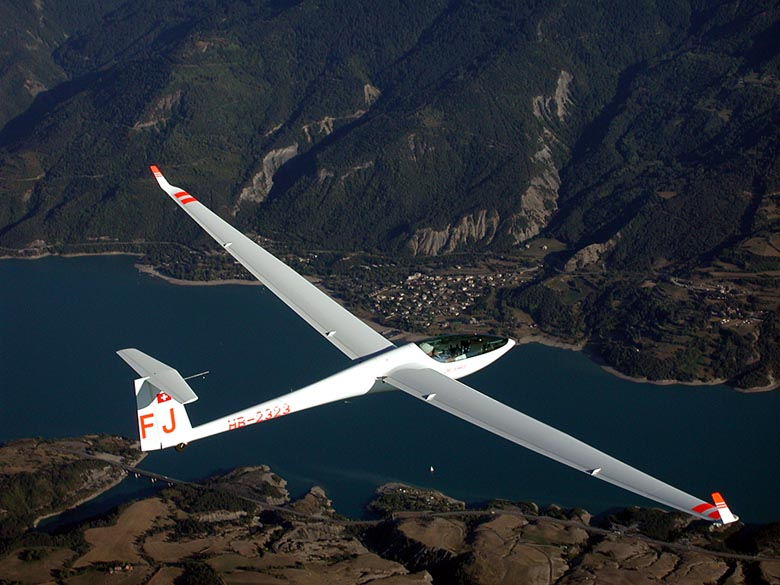
Dg800

### Clasa 18 metri
- la fel ca clasa de 15 metri, dar greutatea la decolare 600 kg și anvergura până la 18 metri;
  - de exemplu:  ASH 26, ASG 29, ASH 31,  LS10,  DG-808,  LAK-19, Discus 2c.

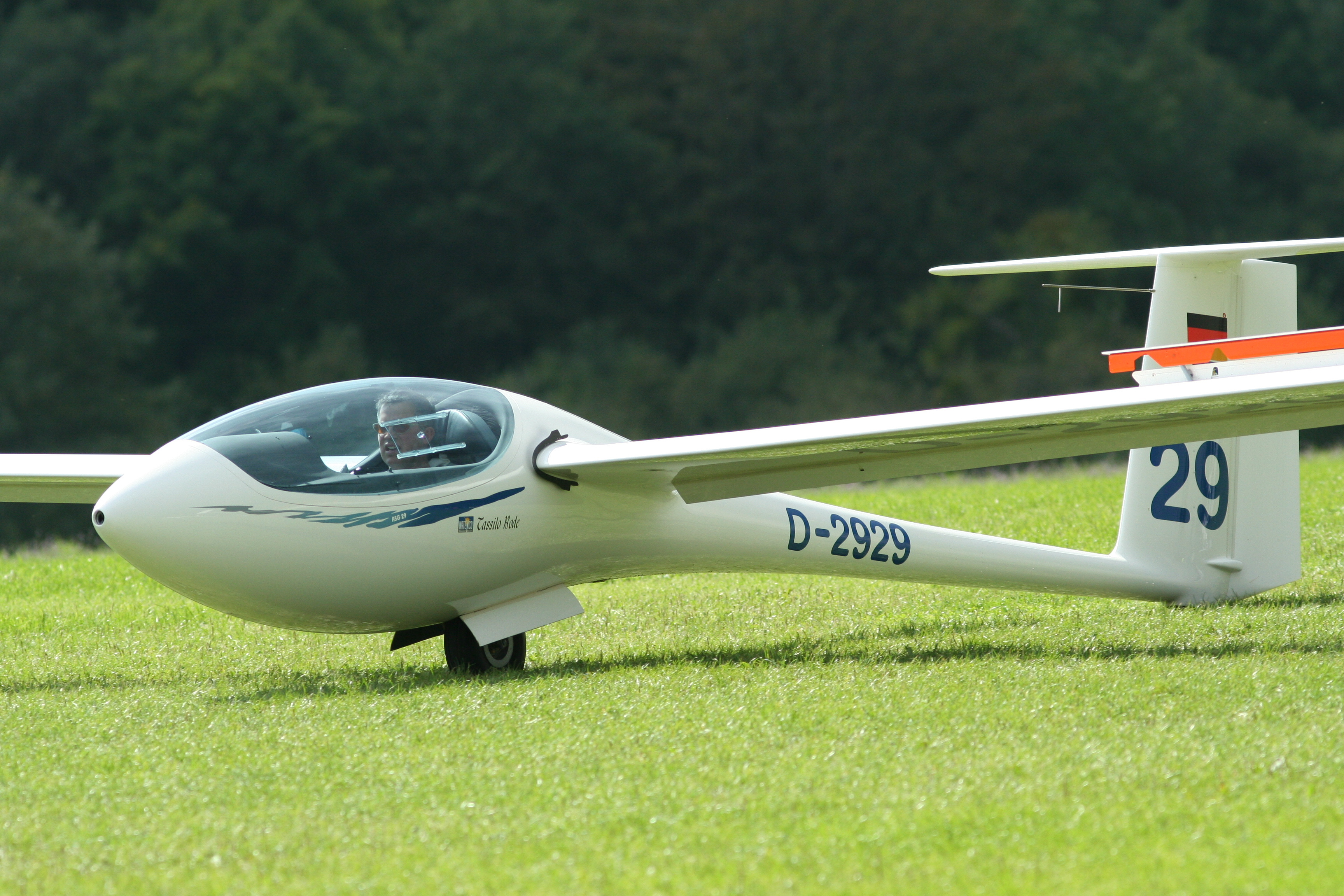
ASG 29
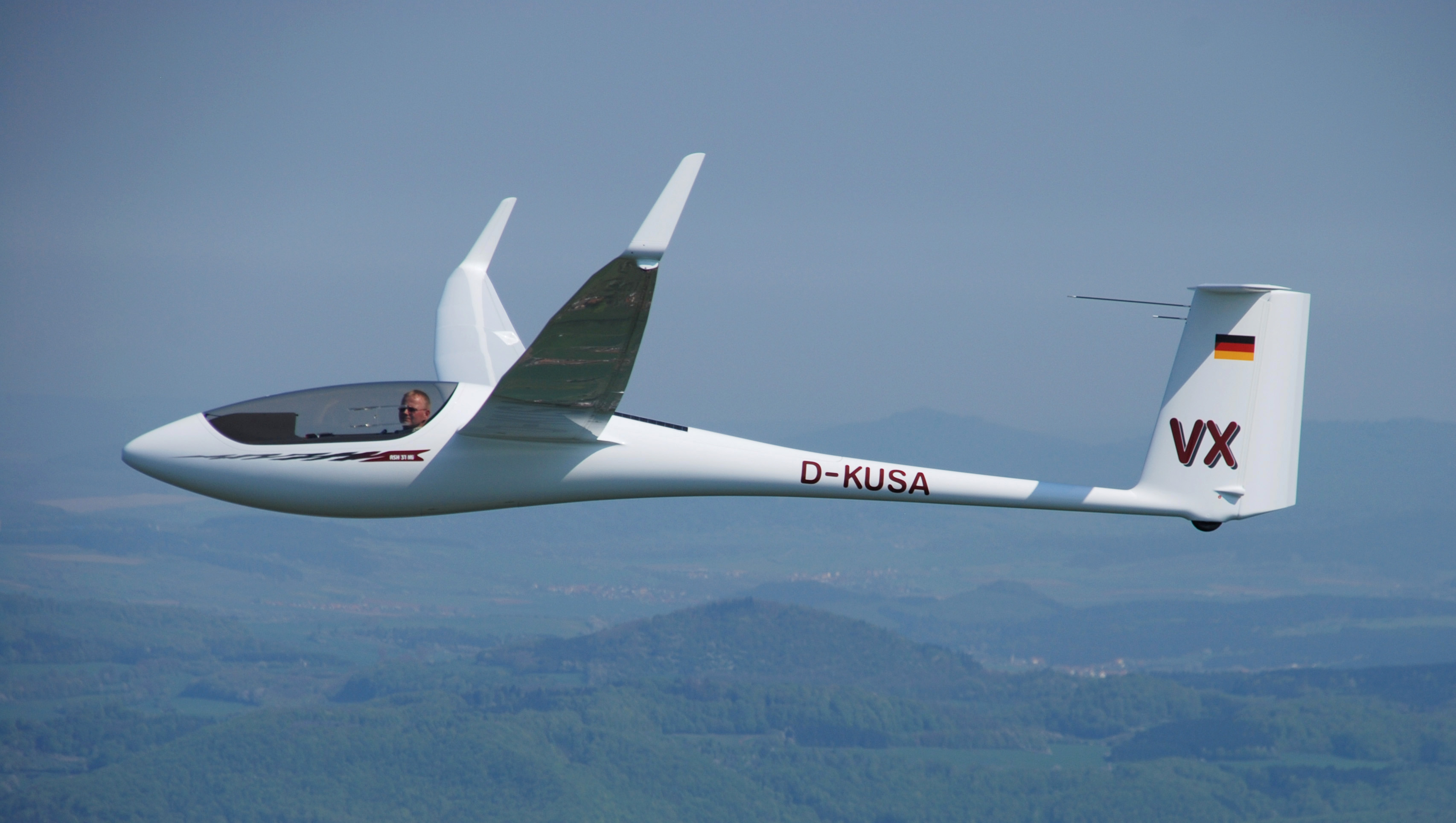
ASH 31
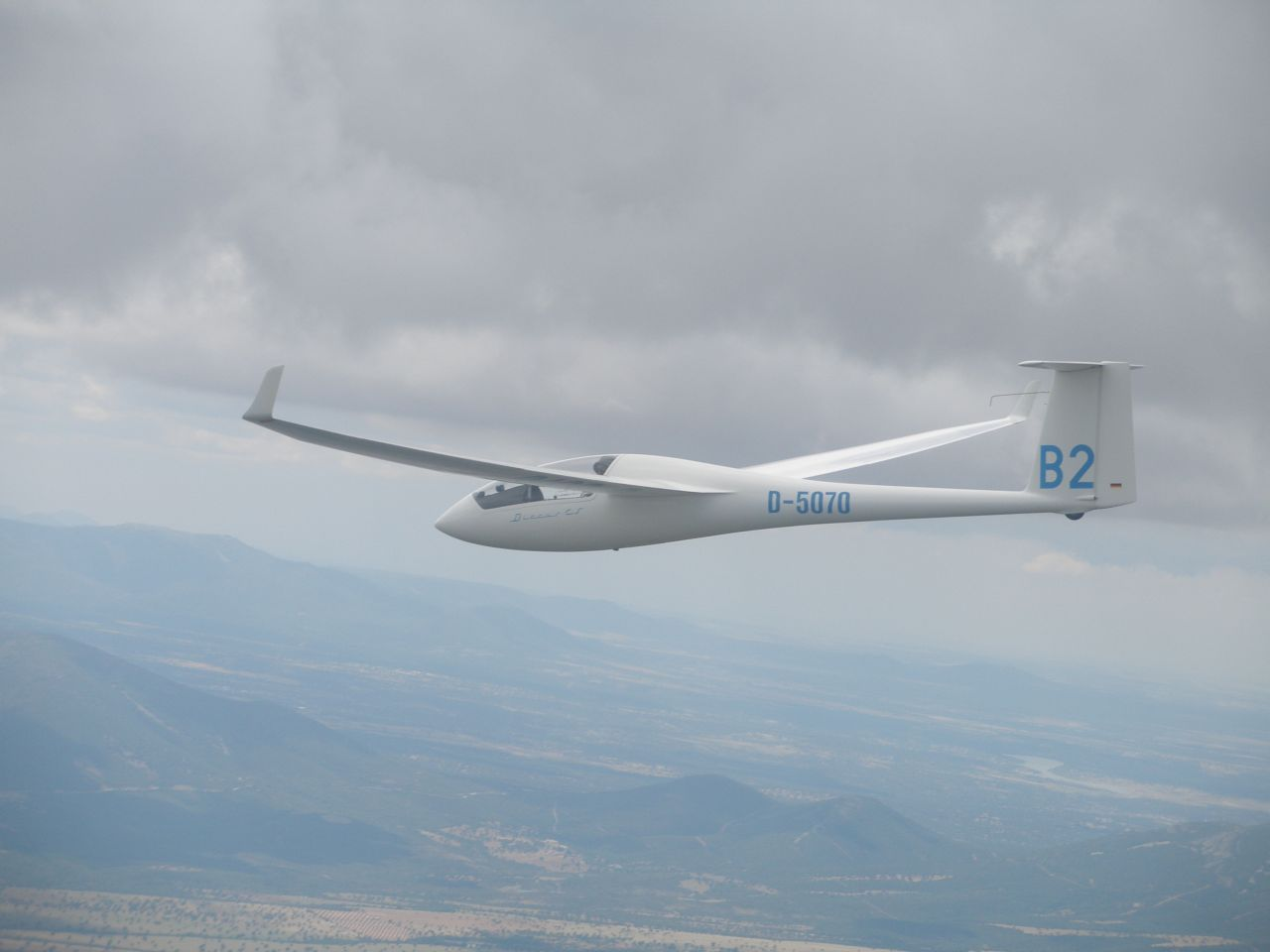
Discus

### Clasa biplas
- limitat la o anvergură maximă de 20 de metri;
  - de exemplu:  Duo Discus,  Arcus, DG Flugzeugbau DG-1000.

### Clasa club
- permite multe planoare mai vechi într-un anumit interval de performanță, prin care diferențele de performanță sunt echilibrate de factori de handicap (în sport). Instalații pentru balastul de apă pot fi prezente, dar nu utilizate; 
  - exemple: Glasflügel Libelle,  Standard Cirrus,  LS1, Pilatus PC-11,  Cobra 15.

### Clasa 13,5 metri
- clasă pentru nivel de începători, limitată la o lungime maximă de 13,5 m;
  - exemple: PZL PW-5 (fostă clasă mondială, care permitea doar tipul PZL PW-5, acum este deschisă și pentru alte modele de 13,5 m).

Recordurile mondiale în planorism sunt clasificate de FAI în „subclasele” care nu corespund identic cu clasele de concurs de mai sus:
- DO – Clasa liberă, sunt permise performanțe care pot fi realizate cu orice planor. Performanțele aeronavelor din clasa liberă, de 18 metri și biloc sunt incluse în această subclasă.
- D15 – Clasa 15 meteri, Sunt permise performanțele care se realizează cu planoare cu o anvergură a aripilor mai mică sau egală cu 15 metri.
- DW – Clasa mondială, sunt permise performanțele planorelor de clasă mondială.
- DU – Clasa ultraușoară, sunt permise performanțele planorelor cu greutate maximă de 220 kg.

## Clse non FAI
Clasele de concurs care nu sunt recunoscute de FAI au existat în competițiile regionale sau naționale. Cele mai importante sunt:
- Clasa sport – o clasă cu un factor de handicap, care este similară ca și concept cu clasa club, dar permite mai multe planoare, de asemenea, cu voleți și anverguri care la 15 metri nu sunt limitate. Această categorie este adesea utilizată în competiții cu participanți prea puțini la clasele obișnuite.
- Clasa 1–26 – o clasă unitară cu tipul Schweizer SGS 1-26, foarte populară în SUA.

## Vezi și
- Recorduri românești în planorism
- Recorduri ale planoristelor din România